# ماساو هارادا
ماساو هارادا (باليابانية: 原田正夫) هو منافس ألعاب قوى ياباني، ولد في 22 سبتمبر 1912 في كيوتو في اليابان، وتوفي في 22 يناير 2000 في يوكوهاما في اليابان.

## وصلات خارجية
- ماساو هارادا على موقع الاتحاد الدولي لألعاب القوى (الإنجليزية)
- ماساو هارادا على موقع اللجنة الأولمبية الدولية (الإنجليزية)
- ماساو هارادا على موقع أوليمبيديا (الإنجليزية)